# راندرز (فیلم ۱۹۹۸)
«راندرز» (انگلیسی: Rounders (film)) فیلمی در ژانر نئو نوآر و زوج هنری به کارگردانی جان دال است که در سال ۱۹۹۸ منتشر شد.

## بازیگران
- مت دیمون
- ادوارد نورتون
- جان تورتورو
- فامکه یانسن
- گرچن مول
- جان مالکوویچ
- مارتین لاندو
- گوران ویسنجیک
- ملینا کاناکاریدیز
- مایکل ریسپولی

## داستان
«مایک مک درمت» (مت دیمون)، دانشجوی رشتهٔ حقوق، پس از آن که تمام پس اندازش را به صاحب روسی یک قمارخانه به نام «تری کا.گ.ب.» (مالکوویچ) می‌بازد، دوباره توجهش را به تحصیل و معشوقه اش، «جو» (مول) معطوف می‌کند. اما وقتی «ورم» (نورتن)، دوست سابق قمار باز «مایک» از زندان آزاد می‌شود، «جو» نگران می‌شود. او حق دارد، زیرا می‌داند که خیلی زود، «ورم» دوباره «مایک» را به قماربازی خواهد کشاند.